# Rhos-fawr (Gwynedd)
Rhos-fawr ist eine Ortschaft auf der Lleyn-Halbinsel (Pen Llŷn) im County Gwynedd, Wales. Der Ort gehört zur Großgemeinde Llannor und liegt ungefähr 6 km Luftlinie nördlich von Pwllheli und 4 km nordöstlich von Llannor in der Mitte der Halbinsel. Ein Caravan- und Camping-Gelände befindet sich direkt bei der Ortschaft. Die nächsten Bahnstationen sind Pwllheli und Abererch.
Der Ort darf nicht mit dem Rhos-Fawr verwechselt werden, einem Berg der Cambrian Mountains im County Powys.